# 塞爾 (英國)
塞爾（英語：Sale）是英國的一座城鎮，位於大曼徹斯特地區的特拉福德。歷史上在柴郡，它是在梅西河的南岸，在斯特雷特福德的南部1.9英里（3.1）, 在奧爾特靈厄姆的東北部2.5英里（4.0），和在曼徹斯特的西南5.2英里（8.4）。2001年人口普查時，人口有55,000人。

## 參閱
1. ↑  . Greater Manchester County Record Office. Places names – S.   [24 December 2008]. （原始内容存档于2011年7月18日）.

## 外部連結
- Apollo Blinds Sale
- Sale Community Web（页面存档备份，存于）
- A set of contemporary images of Sale on Flickr